# Mireasa (emisiune)
Mireasa este un reality-show matrimonial difuzat de Antena 1,unul dintre cele mai urmărite și controversate formate de acest gen din România. Emisiunea urmărește viețile unor tineri care se mută împreună într-o casă special amenajată, cu scopul de a-și găsi sufletul pereche și, eventual, de a se căsători. 
Primul sezon al emisiunii a fost prezentat de Diana Dumitrescu, iar din al doilea sezon care a debutat în data de 5 septembrie 2020 este prezentat de Simona Gherghe.
În perioadele în care Simona Gherghe se află în concediu, emisiunea este prezentată de Mirela Boureanu Vaida, care o înlocuiește temporar. 

## Format și regulament al emisiunii
“Mireasa” este un concurs reality-show matrimonial. Premiul cel mare poate fi câștigat doar de cuplul care se va căsători în cadrul emisiunii sau dacă nu există un cuplu care să se căsătorească, telespectatorii își votează fata și băiatul favorit, iar aceștia pot deveni câștigătorii emisiunii.
Pe parcursul sezonului pot apărea și alte premii importante pentru concurenți și/sau telespectatori.
Telespectatorii își votează favoriții în fiecare săptămână. Votul lor este important fiindcă pot salva concurentele sau concurenții de la eliminare sau pot decide câștigătorii emisiunii.
În fiecare săptămână, câte o concurentă sau concurent poate părăsi casa “Mireasa”. Concurenții pot fi eliminați prin votul celorlalți concurenți și cu ajutorul votului publicului.
Numărul concurenților poate varia în timpul unui sezon.
Concurenții locuiesc în casa “Mireasa” și o părăsesc doar cu acordul echipei de producție sau în situațiile comunicate de producător. Nu au voie să depășească perimetrul stabilit.
Concurenții pot fi eliminați în cazul încălcării regulamentului, a regulilor casei sau a contractului semnat.
Concurenții sunt obligați să respecte regulile de vot și să își susțină punctul de vedere în fața celorlalți concurenți sau în fața hostului emisiunii.
În finală, intră cuplurile care își exprimă intenția de a se căsători în cadrul emisiunii. În acest sens, familiile acestora vor comunica producătorului, certificatele de naștere și toate documentele necesare în vederea depunerii cererilor de căsătorie la compartimentul de starea civilă. Cuplurile vor depune personal actele în vederea încheierii căsătoriei la primărie, în termenul prevăzut de lege și vor accepta efectuarea analizelor medicale în vederea eliberării certificatelor medicale prenupțiale.
În cadrul finalei, după ce se va da stop vot și platformele de votare comunicate oficial se vor opri, se va prezenta clasamentul cu procentul voturilor primite de la telespectatori pentru fiecare din cuplurile formate.
Cuplul clasat pe primul loc, având procentul cel mai mare de voturi primite de la telespectatori, va putea fi declarat câștigător al concursului și al premiului în valoare totală brută de 40.000 de euro, cu condiția oficierii căsătoriei în cadrul emisiunii, în direct. Căsătoria va fi oficiată de către primar sau ofițerul stării civile.
După oficierea căsătoriei în cadrul emisiunii, în direct, cuplul respectiv va fi desemnat câștigător. Înmânarea premiului în valoare totală brută de 40.000 de euro se va face în termenul prevăzut în prezentul regulament, de maxim 187 de zile de la data difuzării finalei. Înmânarea premiului se va face în bază și cu condiția prezentării în original a certificatului de căsătorie, ca dovadă a faptului că cei doi sunt în continuare căsătoriți.
În situația în care cuplul situat pe primul loc, cu procentul de voturi cel mai mare de la telespectatori, refuză oficierea căsătoriei sau aceasta nu poate avea loc din orice alt motiv, cuplul situat în clasament pe locul următor, devine câștigător, cu condiția oficierii căsătoriei în cadrul emisiunii, în direct, câștigând un premiu total brut în valoare de 20.000 de euro.   
Pentru oricare din premiile menționate mai sus, sunt valabile  aceleași condiții, respectiv oficierea căsătoriei în direct și prezentarea la data înmânării premiului a certificatului de căsătorie în original.
Toate premiile menționate se împart în mod egal între cei doi parteneri de cuplu, fiecare primind jumătate din valoarea premiului acordat.
În cazul în care, la data înmânării premiului, câștigătorii nu prezintă certificatul de căsătorie în original pentru a face dovadă că sunt căsătoriți, premiul se anulează și nu va fi acordat nimănui.
Pentru evitarea oricărui dubiu, concurenții finaliști vor realiza și vor transmite, la solicitarea organizatorului, în scopul prezentării în emisiune și în toate mediile de comunicare a conținutului emisiunii, materiale audio-video și foto înregistrate sau realizate de aceștia după încheierea emisiunii pentru a reflecta viața de cuplu sau momentele trăite împreună pe o durată totală de 6 luni de la data difuzării ultimei ediții a emisiunii în care au participat, dar nu mai puțin de un material pe săptămână, în prima lună și un material pe lună, pentru lunile următoare.
Dacă niciunul din cuplurile formate în casa Mireasa nu se căsătorește, telespectatorii își votează fata și băiatul favorit. Cei doi favoriți ai săptâmânii finale câștigă fiecare câte un premiu în valoare de 10.000 de euro brut.
Premiile pentru fata și băiatul favorit pot fi acordate de către Antena TV Group S.A. sau de către un sponsor, sau parțial de Antena TV Group S.A. și parțial de către un sponsor, după cum va decide Antena TV Group S.A. Premiile obținute de câștigători vor fi acordate în bani și/sau produse, valoarea totală acumulată a acestora fiind cea menționată mai sus, proporția dintre premiile acordate în bani și/sau produse urmând a fi stabilită în mod unilateral și discreționar de Antena TV Group S.A. Premiile obținute de concurenții câștigători vor fi înmânate de către Antena TV Group (sau în cazul în care există un sponsor desemnat de producător care va acorda premiile, acestea vor fi înmânate de Antena TV Group împreună cu sponsorul respectiv) în termen de maxim 90 zile de la data difuzării ultimei ediții (finala) a emisiunii-concurs în care concurenții au participat și câștigat.  
Premiul câștigat de cuplul care se va căsători în cadrul emisiunii va fi împărțit în mod egal celor doi membri ai cuplului câștigător, fiecare dintre aceștia putând primi sume de bani și/sau produse astfel încât valoarea premiilor acordate fiecărui membru să fie echivalentă, iar valoarea totală acordată să fie egală cu valoarea totală brută menționată mai sus. Premiile vor fi acordate în lei la cursul de schimb valutar comunicat de BNR din ziua acordării premiilor.
Proiectul vizat de prezentul regulament se desfășoară, în acord cu prevederile Codului Fiscal valabil la data semnării prezentului, astfel impozitul pentru premii, atât în bani cât și în produse, va fi reținut de către «Antena TV Group S.A.» din premiul cuvenit concurentului/concurenților câștigători. În acest sens, în cazul în care concurentul câștigă/dobândește un premiu în produse, plată în bani a impozitului corespunzător produsului câștigat se va face de concurent către beneficiar într-un termen de 30 de zile de la data difuzării emisiunii în care concurentul a câștigat/dobândit premiul respectiv în produse (nedepunerea impozitului aferent premiului în termenul anterior menționat va conduce automat la pierderea premiului). Cuantumul impozitului aferent premiului în produse va fi comunicat în scris de către producătorul și/sau beneficiarul concurentului în termen de 10 zile de la data difuzării finalei. 

## Câștigătorii din fiecare sezon
În ordinea sezoanelor, prin acest tabel se pot vedea cuplurile câștigătoare din fiecare sezon a emisiunii Mireasa.
| Sezonul | Data debutării sezonului | Data finalei      | Cuplul câștigător |
| ------- | ------------------------ | ----------------- | ----------------- |
| 12      | 4 august 2025            | –                 | —                 |
| 11      | 13 ianuarie 2025         | 11 iulie 2025     | Maria - Cristian  |
| 10      | 29 iulie 2024            | 20 decembrie 2024 | Laura - Mihai     |
| 9       | 22 ianuarie 2024         | 12 iulie 2024     | Delia - Liviu     |
| 8       | 28 august 2023           | 22 decembrie 2023 | Ioana - Marius    |
| 7       | 16 ianuarie 2023         | 10 iulie 2023     | Maria - Antonio   |
| 6       | 29 august 2022           | 23 decembrie 2022 | Miruna - Cosmin   |
| 5       | 23 ianuarie 2022         | 18 iulie 2022     | Giovana - Sese    |
| 4       | 28 august 2021           | 19 decembrie 2021 | Ela - Petrică     |
| 3       | 6 martie 2021            | 1 august 2021     | Maria - Liviu     |
| 2       | 5 septembrie 2020        | 28 februarie 2021 | Mădălina - Radu   |
| 1       | 23 martie 2020           | 11 iulie 2020     | Andra - Armando   |